# Приволжский рынок (Казань)
Приволжский рынок (тат. Идел буе базары) — один из самых больших продуктово-вещевых рынков Казани.
Территория рынка — 24896 кв.м.

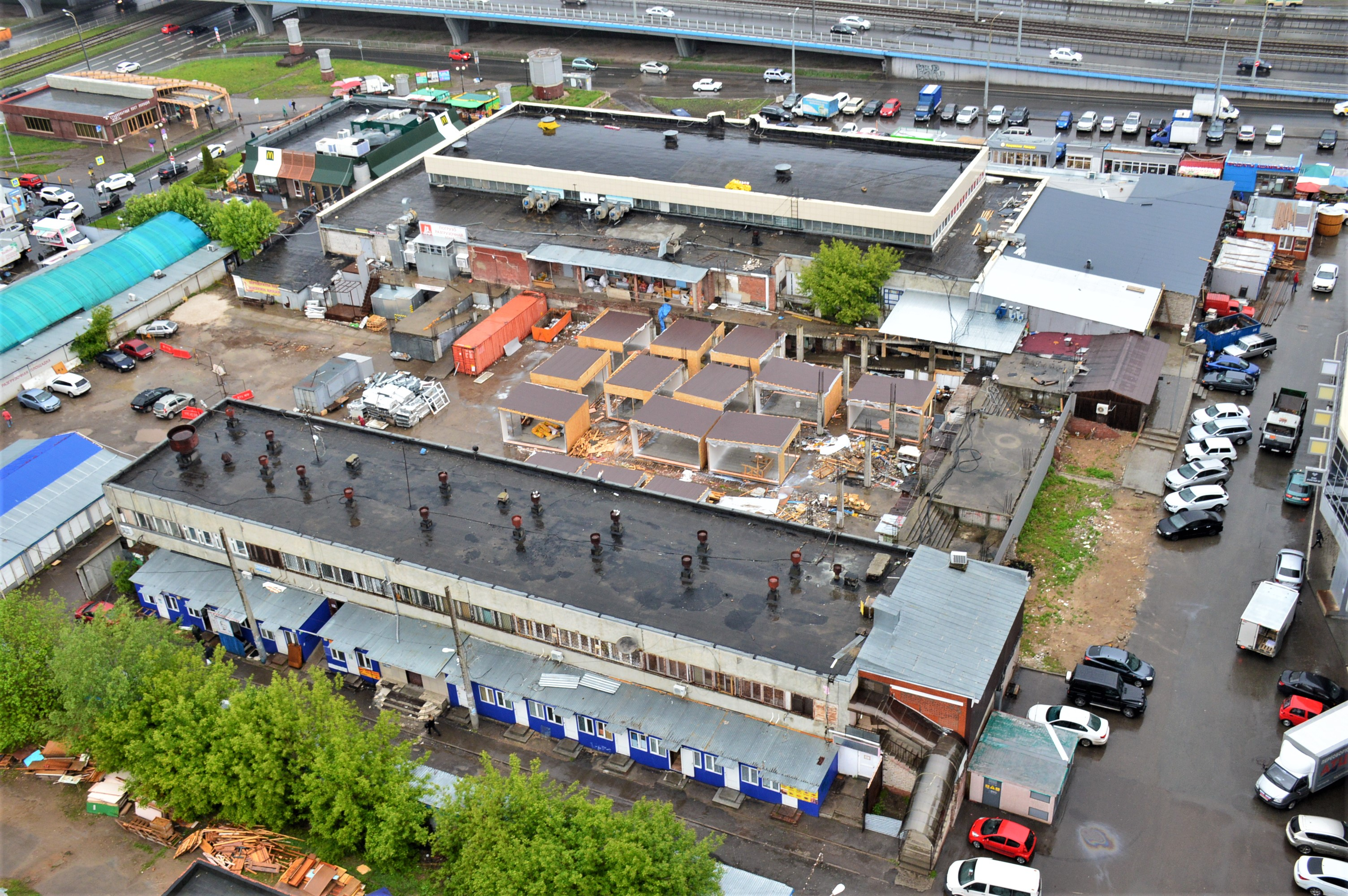
Лабаз

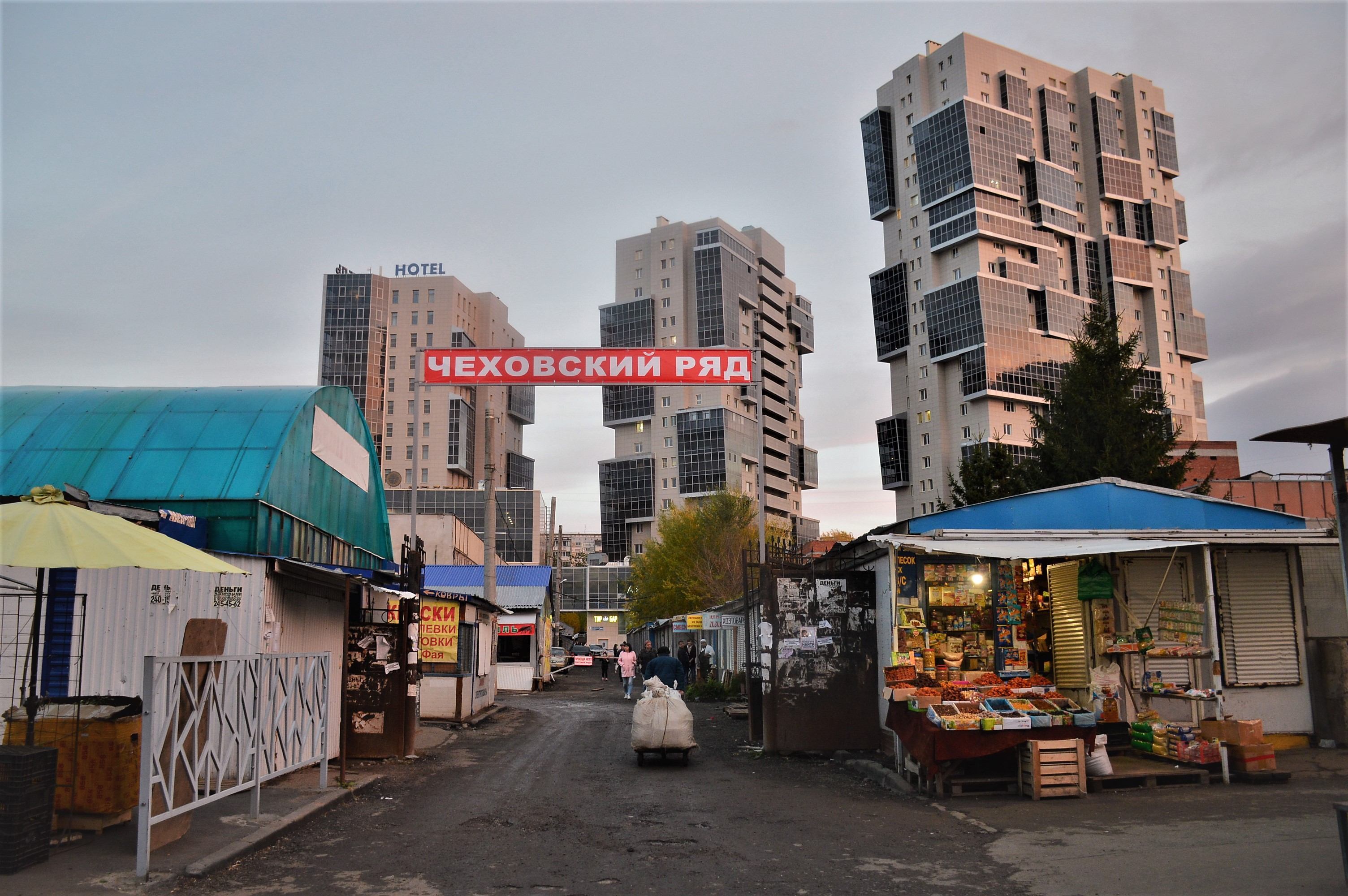
Уличные ряды

Посещаемость в день — около 15 тыс. чел.

Количество торговых мест — 1102.

Рабочее время — с 8 до 17 ежедневно, кроме понедельника.
С 2008 года Приволжский рынок является членом Ассоциации рынков г. Казани.
На рынке большой выбор продуктов питания, одежды, обуви, кожгалантереи, текстиля, бытовой химии и других товаров для дома и быта.
В Лабазе круглогодично представлена сельскохозяйственная продукция, в том числе местных производителей.

## Местоположение
Рынок расположен на пересечении крупных магистралей — улицы Р.Зорге и проспекта Победы в восточной части Приволжского района недалеко от границы с Советским районом, в большом «спальном» жилом массиве Горки.

Координаты: 55°44’53"N 49°12’34"E.

## Название
С момента открытия рынок назывался «Колхозный рынок № 7 Приволжского района». Но постепенно его стали называть Приволжским рынком. Это название рынка имеет непосредственное отношение к названию самого района. Приволжский рынок — крупнейший в этом районе города

## История
Дата открытия рынка — 25 декабря 1986 года.

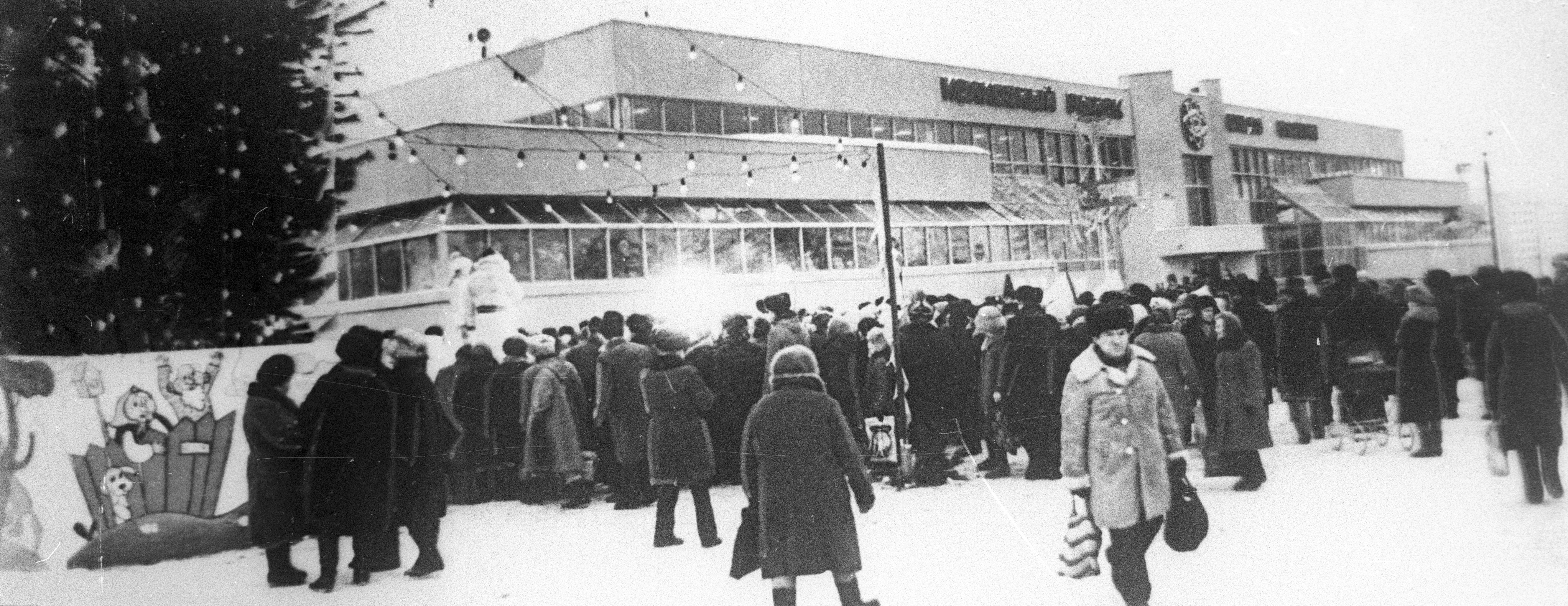
Открытие Колхозного рынка № 7 на Проспекте Победы

Изначально рынок представлял собой комплекс зданий — здание крытого рынка на 250 рабочих мест («Лабаз») и здание гостиницы на 75 мест (сейчас это здание администрации рынка). Рабочая площадь здания рынка составляет 3114 кв.м., площадь торгового зала 1564 кв.м.. Общая сметная стоимость строительства здания рынка составила около 1200 тыс. руб., а стоимость гостиницы чуть более 361 тыс. руб. (по данным на 1985 и 1982 гг.). Жилая площадь гостиницы 406,5 кв.м.. Проектом предусмотрена площадка для летней торговли перед зданием рынка, размещение на участке навесов для летней торговли, общественного туалета, площадок для отдыха, озеленение, установка малых форм. Проект разработан в 1979 году проектным институтом «Казгражданпроект».
На улице торговля велась на двух рядах. Здесь продавали в основном сельскохозяйственную продукцию. Впоследствии территория рынка значительно увеличилась за счет расширения уличной торговли (по доп.отводу земли).
В здании рынка была представлена сельскохозяйственная продукция местных производителей. Её закупал у местного населения «Горкоопторг» и реализовывал через магазины, расположенные в здании рынка.
Здесь, как и сейчас, можно было купить свежее мясо («мясные ряды») и цветы.
На рынке торговали не только местные граждане. Приезжие могли разместиться в гостинице, где также находились столовая, прачечная, парикмахерская.

Первая реконструкция — ремонт рынка состоялась в 1987 году. Её проводили силами крупнейших предприятий города. Так, покраску металлических столов для летней торговли выполнило ПО «Радиоприбор», заглубление торговых павильонов и асфальтирование территории осуществили Трест «Казаньпромстрой», ПМК-233, СУ-4 Треста «Казаньспецстрой», а красили павильоны после их заглубления специалисты из ПО «Теплоконтроль»..

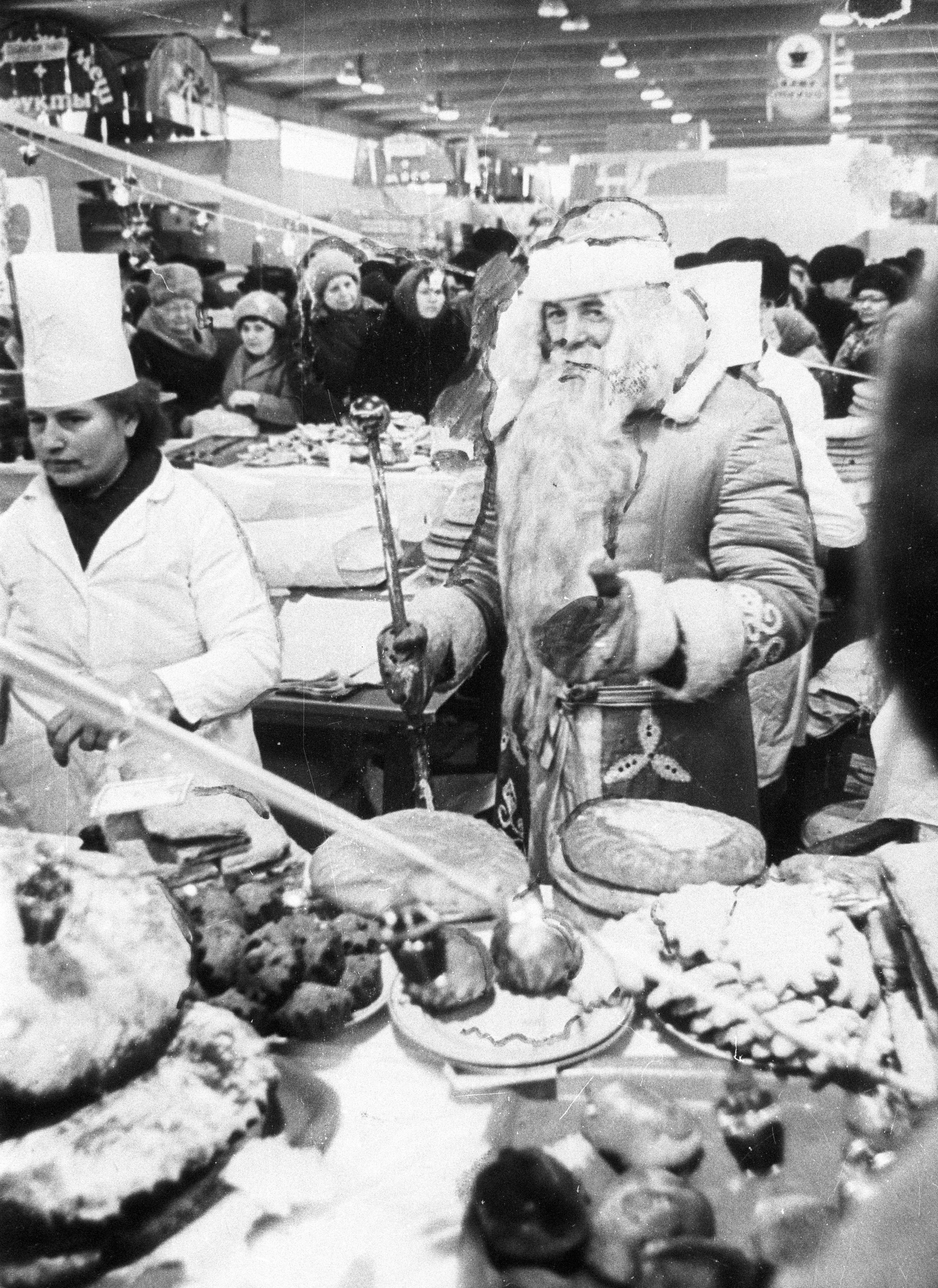
На предновогодней ярмарке на Колхозном рынке № 7. Дед Мороз поздравляет покупателей с Новым Годом.

Рынок был убыточным для районной администрации. Необходимо было организовать торговлю.
По предложению администрации Приволжского района в 1993 году рынок был передан фирме «Олимп», которая взяла на себя обязательства по развитию розничной торговли на территории рынка.
Ежегодно на территории рынка, на площади перед рынком стали проводиться праздники: Новогодняя ёлка, 8 марта, День смеха (1 апреля), День труда (1 мая), Сабантуй, Осенняя овощная ярмарка и др. Организаторы — администрация Приволжского рынка и Приволжского района совместно с Татпотребсоюзом, Татмелиорацией, Агрохимсервисом. Ярмарки длились по нескольку дней. Весь рынок был предоставлен в распоряжение представителей сельских районов для реализации их продукции: от мяса и молока до валенок и товаров для дома. Ярмарки посещали руководители районной и городской администрации, министр сельского хозяйства, премьер-министр республики. Такие ярмарки организовывались и на других крупных рынках города: Чеховском, Московском, в п. Дербышки.
На заднем дворе рынка в дни школьных каникул размещались аттракционы, периодически приезжал цирк-шапито. Администрация рынка организовывала выездную торговлю на городских мероприятиях.
В 1994 году была проведена реконструкция зданий рынка и установлены торговые павильоны на улице. Постепенно рынок рос и становился более цивилизованным. Торговые палатки сменились торговыми контейнерами.
В 2000 году рынок посетили представители городской администрации. Увидев над входом на рынок надпись «Колхозный рынок», они удивились и заметили, что колхозов то уже нет, а вот рынок всё ещё колхозным называется. Вывеску над входом заменили, и с тех пор он официально называется "Центр бытового и торгового обслуживания «ОЛИМП», хотя в народе он всё ещё «Приволжский рынок».

В 2003 году … "администрация города согласилась продать уличные торговые площади ООО «Олимп», взявшему их в аренду десять лет назад. Приватизации двух последних рынков, оставшихся в муниципальной собственности — Московского и Чеховского, — противятся районные администрации Казани. Вторят им торговцы, протестующие против приведения открытых рынков в «цивилизованный вид».
 
Приватизация рынков может обернуться сокращением торговых мест и ростом затрат для торгующих предпринимателей. ООО «Олимп» последовало требованиям столичных властей «закрышевать» уличную торговлю и в этом году решило начать реконструкцию вещевого рынка. Согласно эскизному проекту, переданному на утверждение в управление архитектуры и градостроительства Казани, территорию вещевого рынка заставят отдельными торговыми павильонами, вследствие чего число торговых мест сократится в два раза. … Директор Приволжского рынка Равиль Салихов заявил, что к 2005 году, когда будет отмечаться 1000-летие Казани, уличная торговля приобретет цивилизованное лицо.— Казань: второй по величине Приволжский рынок города полностью перешел в частные руки // ИА "Альянс Медиа" по материалам "Агентства политических новостей"

Один из самых активно реконструируемых рынков Казани сегодня — тот, что расположен в Приволжском районе столицы. Помните пикет торговцев, остановивших на несколько часов движение по улице Зорге, которые протестовали против обещанного закрытия вещевого рынка? «Бастовали» предприниматели именно Приволжского рынка. Понять их можно — они могли лишиться рабочих мест, а следовательно, и средств к существованию. Но и оставлять базар в том состоянии, в каком он находился несколько лет назад, тоже было нельзя.
…
реконструкция рынка ведется… Сейчас вещевой рынок тоже находится в стадии реконструкции. Так, устаревшие металлические лотки заменяют на вполне современные павильончики — мини-маркеты. Часть таких магазинчиков уже красуется на рынке. Что и говорить, с ними он куда пригляднее. Да и покупателям удобно: здесь и теплее, и светлее, и даже место под примерочную предусмотрено. Думаю, тот, кому приходилось примерять, допустим, джинсы зимой, прикрываясь с помощью продавца от посетителей рынка собственной курткой, а потом разглядывать себя в обновке в небольшое зеркало, оценит новшество сполна.
Большинство торговцев тоже «за» новые торговые места. Так, Татьяна Пучина, работающая здесь со дня основания вещевого рынка, утверждает:
— Павильоны удобные — тепло, не дует, людям нравится. Предпринимательская деятельность вообще не из легких, а работают-то в основном женщины. Только представьте себе: тяжеленные сумки с товаром приходится таскать каждый день на базар и обратно домой, не всегда же есть возможность сдать все в камеру хранения. А минимаркеты охраняемые, с сигнализацией. И потом, один раз оформил прилавок, приходишь с утра и, как «белый» человек, с хорошим настроением принимаешь покупателей. Дорого? Окупится все со временем, здоровье дороже… Но главное — рынок приобретет цивилизованный вид. На самом деле «рынок» вовсе не означает «базар»…. к празднованию тысячелетия Казани горожане увидят его во всей красе.— Светлана Арсентьева."Рынок" вовсе не значит "базар"//Республика Татарстан.- В. № 249 (25065) от 12.12.2003
К 1000-летию Казани реконструкция рынка была завершена. Вместо ларьков и киосков были установлены минимаркеты (площадью 30 и 60 кв.м.), оборудованные канализацией и электричеством. А на вещевом рынке вместо палаток и столов с навесами установили павильоны площадью 7 кв.м.

В июне 2007 года "депутаты Казанской городской думы вместе со специалистами комитета потребительского рынка и услуг исполкома Казани совершили объезд двух столичных рынков, расположенных в поселке Дербышки Советского района города и в Приволжском районе Казани.

Цель объезда — реорганизация рынков в свете реализации специальной программы, рассчитанной на 2004—2008 годы…Исполнительный директор рынка «Олимп», который находится в Приволжском районе Казани, Равиль Салихов и представитель фирмы-собственника (рынок — частный) ООО «Олимп» Ильгиз Минкин рассказали о том, что в последние годы в результате проведенной реконструкции рынок заметно преобразился. Появились новые лабазы, павильоны и торговые помещения.— Рынки Казани реорганизуются в интересах покупателей//Татар-информ
В 2008 году в 50 метрах от рынка была открыта станцию метро «Проспект Победы», что повысило доступность рынка для населения.

## Настоящее время
В мае 2011 года на части территории Приволжского рынка (вещевой рынок) было начато строительство "Многофункционального комплекса «Олимп».
Комплекс «Олимп» включает два жилых дома (18 и 24 эт.), 13-этажную трехзвездочную гостиницу с рестораном, а также подземный автопаркинг на 478 мест.
Общая площадь участка застройки составляет 1,7 га.
Строительные работы компания «Олимп», которая является собственником участка, намерена завершить к 2013 году.
Во время строительства торговые минимаркеты перенесены на незадействованные при строительстве площадки. Продлено время работы рынка. Изменилась схема дислокации торговых павильонов.